# Мирабело (Пескара)
Мирабело (итал. Mirabello) је насеље у Италији у округу Пескара, региону Абруцо.
Према процени из 2011. у насељу је живело 118 становника. Насеље се налази на надморској висини од 388 м.